# NetCDF
NetCDF (ang. Network Common Data Form) – format danych, najczęściej meteorologicznych lub oceanograficznych, w którym informacja o danych, czyli metadane (ang. metadata) oraz dane są zawarte w tym samym zbiorze.